# Jogos do Sudeste Asiático de 1989
Os Jogos do Sudeste Asiático de 1989 foram a 15ª edição do evento multiesportivo, realizado na cidade de Kuala Lumpur - segunda cidade a sediar os  Jogos pela quarta vez -, na Malásia, entre os dias 20 e 31 de agosto.

## Países participantes
Nove países participaram do evento:
- Brunei
- Laos
- Tailândia
- Myanmar
- Malásia
- Singapura
- Indonésia
- Filipinas
- Vietname

## Modalidades
Foram disputadas 24 modalidades nesta edição dos Jogos:
| - Atletismo - Badminton - Basquete - Boliche - Boxe - Caratê - Ciclismo - Esgrima - Esportes aquáticos - Fisiculturismo - Futebol - Golf | - Judô - Levantamento de peso - Remo - Sepaktakraw - Silat - Taekwondo - Tênis - Tênis de mesa - Tiro - Tiro com arco - Vela - Vôlei |

## Quadro de medalhas
País sede destacado.
| Ordem | País      | Medalha de ouro | Medalha de prata | Medalha de bronze |     |
| ----- | --------- | --------------- | ---------------- | ----------------- | --- |
| 1     | Indonésia | 102             | 78               | 71                | 251 |
| 2     | Malásia   | 67              | 58               | 75                | 200 |
| 3     | Tailândia | 62              | 63               | 66                | 191 |
| 4     | Singapura | 32              | 38               | 47                | 117 |
| 5     | Filipinas | 26              | 37               | 64                | 127 |
| 6     | Myanmar   | 10              | 14               | 20                | 44  |
| 7     | Vietname  | 3               | 11               | 5                 | 19  |
| 8     | Brunei    | 1               | 2                | 4                 | 7   |
| 9     | Laos      |                 | 1                |                   | 1   |
| TOTAL | TOTAL     | 303             | 302              | 352               | 957 |